# Johannes von Francken-Sierstorpff (Märtyrer)
Johannes (Hans) von Francken-Sierstorpff (* 1. November 1884 in Endersdorf, Landkreis Grottkau, Provinz Schlesien; † 24. Februar 1945 in Hof, Oberfranken) war ein deutscher (schlesischer) römisch-katholischer Gutsbesitzer und Märtyrer.

## Leben
Johannes Graf von Francken-Sierstorpff, der nicht mit dem gleichnamigen Hofbeamten Johannes von Francken-Sierstorpff (1858–1917) zu verwechseln ist, stammte aus dem Adelsgeschlecht Francken-Sierstorpff und war das zweitälteste von 12 Geschwistern. Seine Eltern waren Eleonore Gräfin Schaffgotsch gen. Semperfrei von und zu Kynast und der Stifter des 1906 errichteten Familienfideikommiss Endersdorf, verbunden mit weiteren Nebengütern wie Voigtsdorf, Harry von Francken-Sierstorpff (1856–1915). Er selbst besuchte die Rheinische Ritterakademie in Bedburg und studierte Jura an der Universität Breslau.  
Nach fünfjährigem Militärdienst heiratete er 1911 Maria-Anna Gräfin Saurma-Jeltsch, Tochter von Ernestine Freiin Sauerma (1855–1910) und Johannes von Saurma. Sie wohnten zuerst in Eberswalde, nach dem Kriegsdienst (in Frankreich und Russland) als Erbe von Rittergütern und der Schaffgotsch Bergwerksgesellschaft im Schloss Zülzhoff in Grottkau. Das Ehepaar hatte den Sohn Heinrich-Hubertus (1911–1945). 
In der Zeit des Nationalsozialismus geriet er in das Visier der Gestapo. Im Herbst 1941 war er auf einer Polenreise Zeuge der Gräueltaten der SS und berichtete darüber in einem Brief. Er unterstützte Personen, die den Nazis missliebig waren, namentlich den früheren Landrat jüdischer Herkunft Franz Thilo. Nach dem Attentat vom 20. Juli 1944 wurde er verhaftet und am 27. August 1944 wegen Hörens von Feindsendern zu drei Jahren Zuchthaus verurteilt, die er ab dem 11. Dezember 1944 in Brieg antrat. Im Januar 1945 wurde das Gefängnis vor der einmarschierenden Roten Armee geräumt und die Insassen in Güterwagen abtransportiert. Johannes Graf von Francken-Sierstorpff starb am 24. Februar 1945 in Hof an der Saale. Er war 60 Jahre alt. Seine Gattin, ebenfalls zu zwei Jahren Gefängnis verurteilt, überlebte und starb 1951 in Bad Hönningen. Dort wurden beide bestattet.
Der Erbe Heinrich-Hubertus von Francken-Sierstorpff war mit einer Vetterin Christiane von Francken-Sierstorpff verheiratet, sie hatten die Töchter Marie-Elisabeth, Maria Anna Johanna Christiane und den Sohn Johannes Hubertus Heinrich Kaspar von Francken-Sierstorpff.

## Gedenken
Die Römisch-katholische Kirche in Deutschland hat Johannes von Francken-Sierstorpff im Jahr 1999 als Märtyrer aus der Zeit des Nationalsozialismus in das deutsche Martyrologium des 20. Jahrhunderts aufgenommen.